# Olivia Giaccio
Olivia Giaccio (ur. 15 sierpnia 2000 w Mount Kisco) – amerykańska narciarka dowolna, specjalizująca się w jeździe po muldach. W zawodach Puchar Świata zadebiutowała 4 lutego 2016 w Deer Valley, zajmując szesnaste miejsce. Tym samym już w swoim debiucie wywalczyła pierwsze pucharowe punkty. Na podium zawodów tego cyklu po raz pierwszy stanęła 19 lutego 2017 roku w Tazawako, gdzie była trzecia w muldach podwójnych. W zawodach tych wyprzedziły ją jedynie jej rodaczka, Jaelin Kauf oraz Julija Gałyszewa z Kazachstanu.

## Osiągnięcia

### Igrzyska olimpijskie
| Miejsce | Dzień    | Rok  | Miejscowość | Konkurencja      | Zwyciężczyni   |
| ------- | -------- | ---- | ----------- | ---------------- | -------------- |
| 6.      | 6 lutego | 2022 | Pekin       | Jazda po muldach | Jakara Anthony |

### Mistrzostwa świata
| Miejsce | Dzień     | Rok  | Miejscowość   | Konkurencja      | Zwyciężczyni     |
| ------- | --------- | ---- | ------------- | ---------------- | ---------------- |
| 15.     | 8 marca   | 2017 | Sierra Nevada | Jazda po muldach | Britteny Cox     |
| 17.     | 9 marca   | 2017 | Sierra Nevada | Muldy podwójne   | Perrine Laffont  |
| 25.     | 8 lutego  | 2019 | Deer Valley   | Jazda po muldach | Julija Gałyszewa |
| 20.     | 9 lutego  | 2019 | Deer Valley   | Muldy podwójne   | Perrine Laffont  |
| 12.     | 25 lutego | 2023 | Bakuriani     | Jazda po muldach | Perrine Laffont  |
| 9.      | 26 lutego | 2023 | Bakuriani     | Muldy podwójne   | Perrine Laffont  |

### Puchar Świata

#### Miejsca w klasyfikacji generalnej
- sezon 2015/2016: 167.
- sezon 2016/2017: 58.
- sezon 2017/2018: 64.
- sezon 2018/2019: 52.
- sezon 2019/2020: 158.

Od sezonu 2020/2021 klasyfikacja jazdy po muldach jest jednocześnie klasyfikacją generalną.
- sezon 2020/2021: 26.
- sezon 2021/2022: 4.
- sezon 2022/2023: 7.
- sezon 2023/2024: 3.
- sezon 2024/2025: 6.

#### Miejsca na podium w zawodach
1. Tazawako – 19 lutego 2017 (muldy podwójne) – 3. miejsce
2. Ruka – 4 grudnia 2021 (jazda po muldach) – 1. miejsce
3. Ałmaty – 18 marca 2023 (muldy podwójne) – 3. miejsce
4. Ruka – 2 grudnia 2023 (jazda po muldach) – 3. miejsce
5. Idre Fjäll – 8 grudnia 2023 (jazda po muldach) – 3. miejsce
6. L’Alpe d’Huez – 15 grudnia 2023 (jazda po muldach) – 3. miejsce
7. L’Alpe d’Huez – 16 grudnia 2023 (muldy podwójne) – 2. miejsce
8. Saint-Côme – 20 stycznia 2024 (muldy podwójne) – 3. miejsce
9. Waterville Valley – 27 stycznia 2024 (muldy podwójne) – 3. miejsce
10. Deer Valley – 1 lutego 2024 (jazda po muldach) – 1. miejsce
11. Deer Valley – 3 lutego 2024 (muldy podwójne) – 3. miejsce
12. Ałmaty – 9 marca 2024 (muldy podwójne) – 3. miejsce
13. Ruka – 30 listopada 2024 (jazda po muldach) – 3. miejsce
14. Bakuriani – 20 grudnia 2024 (jazda po muldach) – 1. miejsce
15. Waterville Valley – 24 stycznia 2025 – 3. miejsce
16. Saint-Côme – 1 lutego 2025 – 3. miejsce
17. Deer Valley – 8 lutego 2025 (muldy podwójne) – 3. miejsce
18. Beihadu – 21 lutego 2025 (jazda po muldach) – 3. miejsce